# 吳波 (政治人物)
吳波（1906年—2005年2月21日），男，安徽泾县人，中华人民共和国政治人物，曾任中华人民共和国财政部部長。

## 生平
1906年出生在安徽省泾县。1936年參與抗日戰爭。
1949年出任中华人民共和国财政部副部長、黨組副書記。1978年至1980年出任財政部部長、黨組書記。1980年卸任，改任財政部顧問。
2005年2月21日逝世，享年99歲。